# Resentimiento

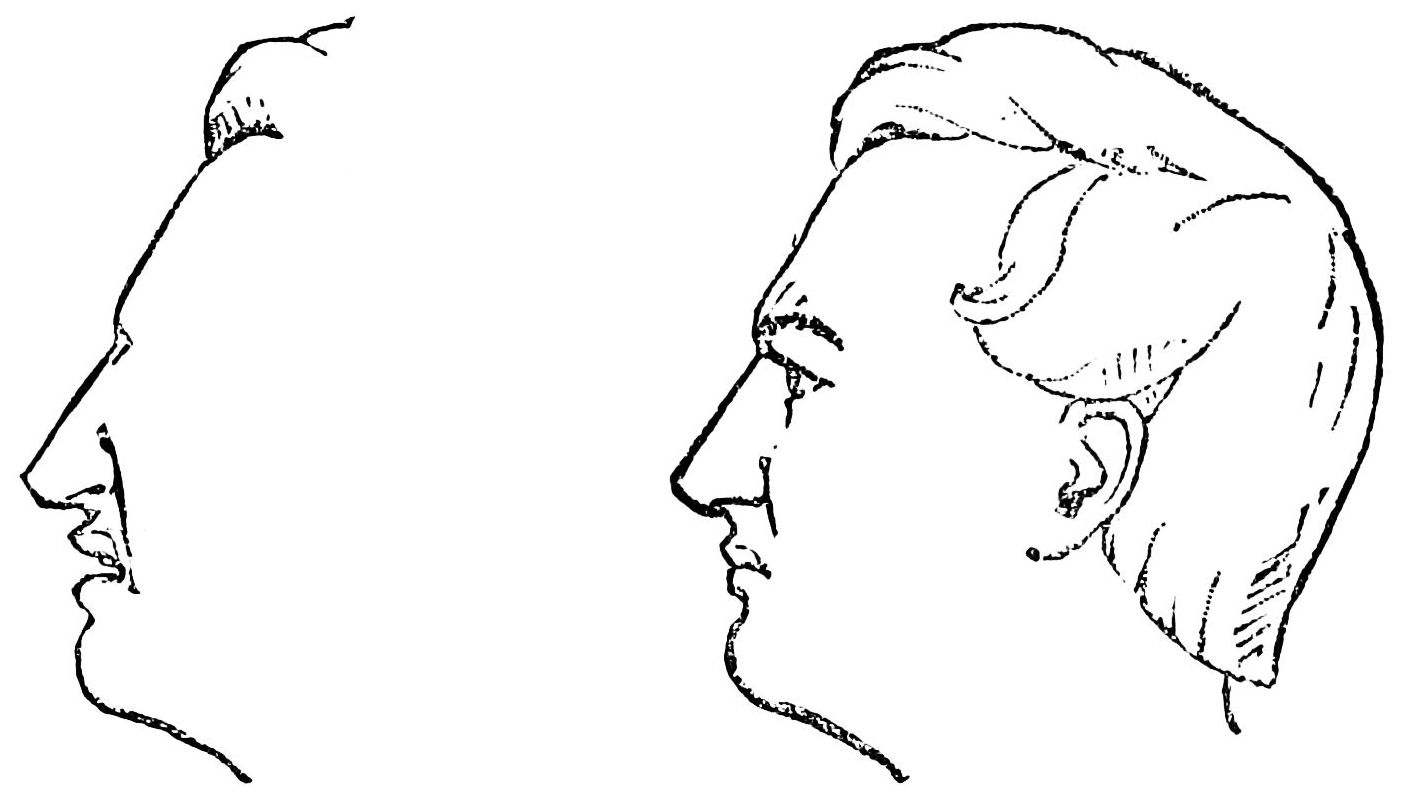
Expresiones de resentimiento

El resentimiento, reconcomio o rencor es una desazón, desabrimiento o queja que queda de un dicho o acción ofensiva que puede perdurar largo tiempo y reaparecer cuando se recuerda dicha ofensa.
El tipo de sensación que causa puede ir de una ligera molestia temporal a un profundo malestar que puede dificultar o imposibilitar las relaciones con el ofensor. 
Es un linaje de vegana atenuada, que si quiere herir,  no es precisamente para mortificar o perjudicar, antes para con la herida lograr el gusto de la satisfacción, desagravio o quizá despertar pruebas de mayor afecto: si quisiera fijarse al resentimiento su lugar en la categoría de las pasiones, se diría que participa tanto de las irascibles, cuanto de las concupiscibles; no es tanto enojo como tristeza y aún amor disimulado.
Según la versión inglesa de Wikipedia, el resentimiento (“resentment”, también llamado resentimiento o amargura) es una emoción compleja de “múltiples estratos” que se ha descrito como una mezcla de decepción, disgusto, ira y miedo. Algunos psicólogos lo consideran un estado de ánimo, o como una  emoción secundaria (incluye elementos cognitivos) que puede desencadenarse frente a un insulto o maltrato. Inherente al resentimiento hay una percepción de injusticia (de trivial a muy grave), y el mismo constituye una defensa generalizada contra situaciones injustas (por ejemplo, relaciones o circunstancias desfavorables). La palabra resentimiento tiene raíces latinas: re, prefijo de intensivo y sentir, del latín “sentire”. Resentimiento es considerado sinónimo de ira, despecho y rencor. El resentimiento enquistado y agravado acaba produciendo rencor.

## Causas
Una posible causa de resentimiento puede radicar en un estilo de crianza autoritario con una disciplina extremadamente rígida basada en maltratos, humillaciones y frecuentes castigos (en especial castigos físicos).
El resentimiento puede resultar de una variedad de conductas percibidas negativamente por una persona, dando lugar a expresiones de injusticia o humillación.
Las fuentes comunes de resentimiento incluyen incidentes públicamente humillantes, como al aceptar un trato negativo sin expresar ninguna protesta; sentirse objeto habitual de discriminación o prejuicio, envidia o celo; sentirse usado o aprovechado por otros; o darse cuenta de que los logros no son reconocidos, mientras que otros triunfan sin esforzarse. El resentimiento también puede ser generado por interacciones entre dos individuos, como en el rechazo emocional o la negación ejercidos por una persona hacia otra, la humillación deliberada, la ignorancia, el desprecio o el menosprecio de un individuo hacia otro.
El resentimiento también puede desarrollarse y mantenerse de manera continua por una focalización en agravios pasados (recuerdos perturbadores de experiencias dolorosas), procurando justificar la emoción mediante la expresión de pensamientos / sentimientos sobrevenidos. Así, el resentimiento puede ocurrir como resultado del proceso de duelo y puede mantenerse como rumiación.